# Venturia (grzyby)
Venturia Sacc. – rodzaj workowców z rodziny Venturiaceae.

## Charakterystyka
Grzyby mikroskopijne będące pasożytami roślin. Należy do nich m.in. Venturia inaequalis wywołująca parcha jabłoni – najpospolitszą i najgroźniejszą chorobę tego drzewa.

## Systematyka i nazewnictwo
Pozycja w klasyfikacji według Index Fungorum: Venturiaceae, Venturiales, Pleosporomycetidae, Dothideomycetes, Pezizomycotina, Ascomycota, Fungi.
Synonimy: Actinodothidopsis F. Stevens, Asterella Rostr., Asterina sect. Asterula Sacc., Asterula (Sacc.) Sacc., Endocoleroa Petr., Endostigme Syd., Phaeosphaerella P. Karst., Phaeosporella Keissl., Phasya Syd., Sphaerellopsis Kleb., Spilosticta Syd.

## Gatunki występujące w Polsce
- Venturia aucupariae (Johanson) O. Rostr. 1913
- Venturia carpophila E.E. Fisher 1961
- Venturia cerasi Aderh. 1900
- Venturia chlorospora (Ces.) P. Karst. 1873
- Venturia comari (J. Schröt.) E. Müll. 1962
- Venturia crataegi Aderh. 1902
- Venturia ditricha (Fr.) P. Karst. 1873
- Venturia fraxini Aderh. 1897
- Venturia geranii (Fr.) G. Winter 1885
- Venturia inaequalis (Cooke) G. Winter 1875
- Venturia juncaginearum (Lasch) M.E. Barr 1968
- Venturia maculiformis (Desm.) G. Winter 1885
- Venturia martianoffiana (Thüm.) Y. Zhang ter & J.Q. Zhang, in Marin-Felix et al. 2017
- Venturia palustris Sacc., E. Bommer & M. Rousseau 1886
- Venturia populina (Vuill.) Fabric. 1902
- Venturia potentillae (Wallr.) Cooke 1877
- Venturia pyrina Aderh. 1896
- Venturia radiosa (Lib.) Ferd. & C.A. Jørg. 1938
- Venturia rumicis (Desm.) G. Winter 1885
- Venturia saliciperda Nüesch 1960
- Venturia subcutanea Dearn. 1917
- Venturia tremulae Aderh. 1897

Nazwy naukowe na podstawie Index Fungorum. Wybór gatunków na podstawie pracy Grzyby mikroskopijne Polski.